# Bjarmaland
Bjarmaland (chiamata anche Bjarmland o Bjarmia) era un territorio menzionato nelle saghe nordiche dell'epoca Vichinga e successive. 
La maggior parte degli studiosi ritiene che si debba identificare con le terre a sud del mar Bianco e con il bacino della Dvina Settentrionale. Attualmente l'area è occupata dall'Oblast' di Arcangelo in Russia. 
Il nome deriva dal finno-ugrico perm che significa "mercanti viaggianti". Il commercio dei Bjarmi giungeva a sud-est sino ai Bulgari del Volga e al Baltico grazie alle navi scandinave.

## Identificazione
Il nome Bjarmaland appare nella letteratura normanna, possibilmente a identificare l'area di Arcangelo. La prima apparizione del nome è nel Viaggio di Ohthere, apparso all'incirca nell'890. Probabilmente Ohthere fu il primo scandinavo a viaggiare tra i Bjarmi, ma questa informazione non è verificabile.
Il nome Permiano appare nell'antico testo Rus', la Cronaca degli anni passati. Il nome fu utilizzato anche in seguito dallo storico tedesco Adamo da Brema e dall'islandese Snorri Sturluson nella saga di Bósi e Herrauðr. Non è chiaro se essi si riferissero alla stessa Bjarmaland menzionata nei Viaggi di Ohthere. 
Il dio bjarma Jomali deriva dal finnico jumala, dio. Basandosi su questa informazione, l'origine finnica è una di quelle proposte più accreditate per i Bjarmi, ma la descrizione del dio è molto siberiana, specialmente la corona adornata con venti stelle in oro, caratteristica dei copricapi degli sciamani siberiani.
Olao Magno pone il Bjarmaland nella penisola di Kola, mentre Johannes Schefferus affermò che si trovasse nel Lappland.

## Spedizioni vichinghe

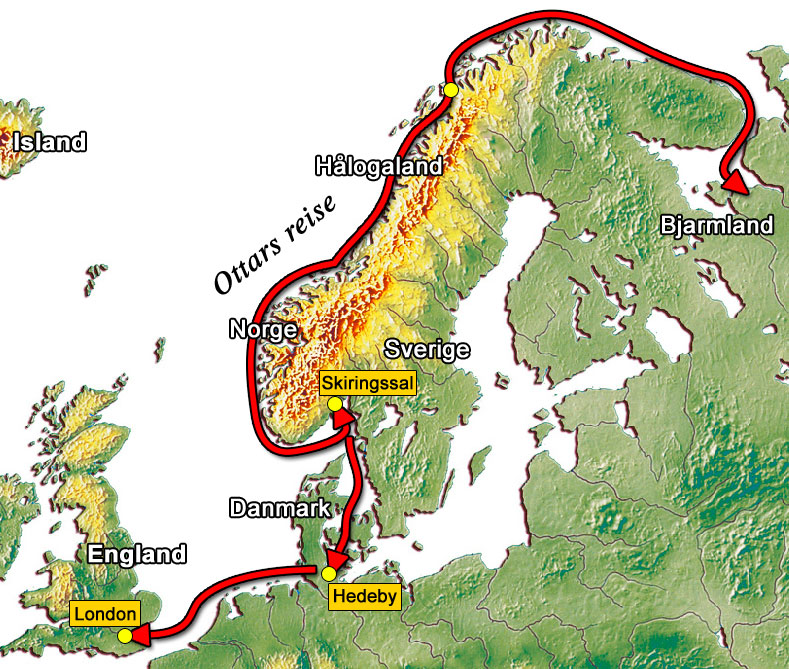
Una mappa Norvegese del viaggio di Ohthere

Secondo la saga Viaggio di Ohthere, il mercante norvegese Ottar (Ohthere) riferì al re Alfredo il Grande che egli aveva navigato per parecchi giorni lungo le coste settentrionali e in seguito essersi diretto verso un mare meridionale, arrivò finalmente a un grande fiume, probabilmente la Dvina Settentrionale. 
All'estuario del fiume dove dimoravano i Beormas, e diversamente dai nomadi Sami essi erano sedentari, e la loro terra era ricca e popolosa. Ohthere affermò di non conoscere il loro linguaggio ma disse che assomigliava alla lingua dei Sami. I Bjarmi informarono Ohthere sulla loro terra e su quelle confinanti. 
Si susseguirono numerose spedizioni dalla Norvegia verso il Bjarmaland. Nel 920, Eirik il Sanguinario organizzò una spedizione, come Harald II di Norvegia e Haakon Magnusson di Norvegia, nel 1090. 
La spedizione di cui abbiamo più informazione è quella di Thorir Hund ("Thorir il cane") che con alcuni compagni, arrivò in Bjarmaland, nel 1026. Essi partirono per commerciare con gli autoctoni e comprare molte pelli, dopodiché essi fecero finta di andarsene. Dopo, essi sbarcarono in segreto, e saccheggiarono il sito religioso dove i Bjarmi avevano eretto un idolo del loro dio Jomali. Questo dio aveva un bacile contenente argento alle sue ginocchia, e una catena preziosa intorno al collo. Tore ed i suoi riuscirono a scappare dai loro inseguitori Bjarmi con il loro ricco bottino.

## Storia

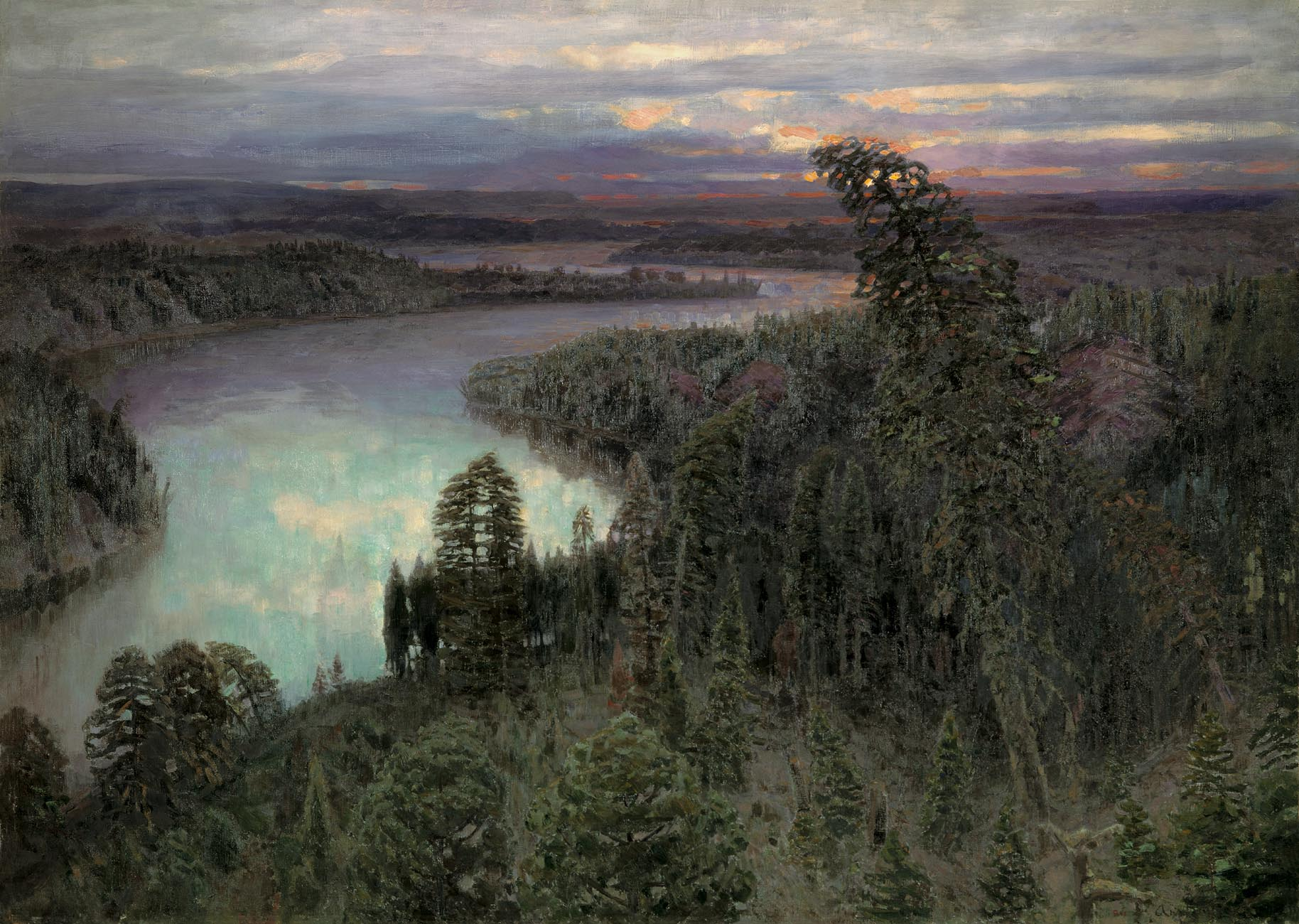
La terra del Nord (Apollinarij Vasnecov, 1899)

Gli storici moderni suppongono che la ricchezza dei Bjarmi fosse dovuta alla loro abilità di sfruttare i commerci lungo la Dvina, il Kama e il Volga sino a Bolğar e grazie ad altri commerci con gli insediamenti a sud. Tramite questi commerci, monete d'argento e altre mercanzie venivano scambiate con pelli e zanne di tricheco. Nel nord più lontano, i Bjarmi commerciavano con i Sami.
Sembra che gli Scandinavi utilizzarono la via commerciale Dvina, in aggiunta a quello lungo il Volga e il Dnepr. Nel 1217, due commercianti norvegesi arrivarono in Bjarmaland per acquistare pelli; uno dei due continuò verso sud passando dalla Russia e arrivò in Terra santa. Il secondo mercante che era rimasto là venne ucciso dai Bjarmi. Ciò causò una dura reazione dei norvegesi verso il Bjarmaland che saccheggiarono nel 1222.
Nel XIII secolo sembra iniziare il declino dei Bjarmi, che divennero tributari della repubblica di Novgorod. Nello stesso periodo molti slavi fuggivano dalle invasioni mongole, verso Belozersk e il Bjarmaland, costringendo molti Bjarmi a cercare rifugio in Norvegia, dove da Haakon IV di Norvegia, fu loro concesso di occupare le terre lungo il fiordo di Malangen, nel 1240. Molto importante per il loro declino fu l'occupazione della Palestina da parte dei crociati, che contribuì a spostare la maggior parte delle vie commerciali verso sud.
Quando i Novgorodiani fondarono Velikij Ustjug, all'inizio del tredicesimo secolo, i Bjarmi ebbero un serio competitore nei commerci. Una moltitudine di Pomory arrivarono nell'area durante i due secoli successivi, contribuendo alla sottomissione e all'assimilazione dei Bjarmi ai nuovi arrivati slavi.